# Estany Gran de la Vall del Riu
L'Estany Gran de la Vall del Riu est un lac d'Andorre situé dans la paroisse de Canillo à une altitude de 2 533 m.
Le lac est situé au pied du pic de l'Estanyó (2 915 m,). La cabane de la Vall del Riu est le refuge le plus proche, à environ 1 km à l'est.

## Toponymie
Estany provient du latin stagnum (« étendue d'eau ») qui a également donné estanque en espagnol et « étang » en français,. Gran signifie « grand » en catalan. Ce qualificatif distingue le lac des plus petits étangs avoisinants.Vall désigne en catalan une « vallée » et dérive du latin vallis,. Riu désigne en catalan un « cours d'eau », une « rivière » et provient du latin rivus de même sens,. L'estany Gran de la Vall del Riu est donc littéralement le « grand étang de la vallée de la rivière ».

## Hydrographie
La superficie du lac est de 4,3 ha. Ses eaux alimentent le riu de la Vall del Riu qui fait partie du bassin versant de la Valira d'Orient.
| \| Estany Gran de la Vall del Riu \|                                                   |                        |
| L'estany Gran de la Vall del Riu sur la carte des bassins hydrographiques de l'Andorre | Riu de la Vall del Riu |
| Estany Gran de la Vall del Riu                                                         |                        |

## Faune et flore
- Omble de fontaine[10]
- Truite fario[10]